# كيفن إدوارد
كيفن إدوارد (بالإنجليزية: Kevin Edward)‏ (24 مارس 1991 - ) هو لاعب كرة قدم سانت لوسيا في مركز الوسط. شارك مع منتخب سانت لوسيا لكرة القدم. أما مع النوادي، فقد لعب مع Fort Lauderdale Strikers (2006–2016) ‏.

## وصلات خارجية
- كيفن إدوارد على موقع الاتحاد الدولي (مؤرشف)  (الإنجليزية)
- كيفن إدوارد على موقع قاعدة بيانات كرة القدم.إي يو (الإنجليزية)
- كيفن إدوارد على موقع ناشيونال فوتبول تيمز (الإنجليزية)